# مجمع الفنار
مجمع الفنار (بالإنجليزية: Al Fanar Mall)‏ هو مجمع تجاري في الكويت، افتتح في 1997، ويقع في منطقة السالمية بشارع سالم المبارك.
فهو الأول من نوعه بالكويت فقد تم تاسيسة علي مستوي راقي من البناء. وقد تم الانتهاء من المرحلة الأولي من المجمع سنه 1997 والمرحلة الثانية في 2002. يشتمل المجمع علي 12,000 متر مربع من الثراء الهندسي، ويضم المجمع العديد من الماركات والمحلات التجارية.

## الملكية
- في 2008: باعت شركة التمدين العقارية مجمع الفنار في صفقة بلغت قيمتها 55 مليون دينار إلى رجل الأعمال سعود صاهود المطيري.[5]
- في 2008: باع سعود صاهود المطيري المجمع بعد أسبوعين من شراءه إلى رجل الأعمال محمد عبد الله النقي بقيمة بلغت 67 مليون دينار، محققا ربحية بلغت 12 مليون دينار.[6]
- في 2018: ببيع مجمع الفنار بمبلغ قدره 75 مليون دينار.[7]